# Gramática Afixa Estendida
Em ciência da computação, Gramáticas Estendidas Afixas (GEA) são um formalismo de gramática formal para descrever a sintaxe de linguagens livres do contexto e sensíveis ao contexto, sendo ambas linguagens naturais e programacionais.
GEA's são membros da família das gramáticas de dois níveis; mais especificamente, a restrição de Gramáticas de Van Wijngaarden com o propósito específico de tornar a análise possível.
Assim como as gramáticas de Van Wijngaarden, GEA's possuem hiperregras que formam a gramática livre do contexto, exceto que seus não-terminais podem ter argumentos, conhecidos como afixos, e possíveis valores os quais são fornecidos por outras gramáticas livres do contexto, as metarregras.
GEA's foram introduzidas e estudadas por D.A. Watt em 1974; reconhecedoras foram desenvolvidas na Universidade de Nijmegen entre 1985 e 1995. O compilador de GEA desenvolvido lá irá gerar ou uma reconhecedora, um transdutor, um tradutor, ou um editor de sintaxe direcionada para a linguagem descrita no formalismo da GEA. O formalismo é bastante similar ao Prolog, para a extensão que ele pegou emprestado o seu operador de corte.
GEA's vem sendo usado para escrever gramáticas de linguagens naturais tais como Inglês, Espanhol e Húngaro. O alvo era para verificar as gramáticas tornando-as "parse corpora of text" (Linguística de corpus); portanto, a análise teria que ser suficientemente prática. Portanto, o problema da expansão da árvore de análise que as ambiguidades na linguagem natural tendem a produzir nesse tipo de aproximação é piorada para GEA's, pois cada escolha do valor do afixo pode produzir uma análise separada, até quando alguns valores diferentes são equivalentes. A correção proposta foi mudar para a mais simples Gramática Afixa ao invés de um Entrelaçamento Finito (AGFL), na qual metagramáticas podem apenas produzir linguagens finitas simples.